# Église Saint-Jean-Baptiste de Saint-Léger-en-Yvelines
Pour les articles homonymes, voir Église Saint-Jean-Baptiste.
L’église Saint-Jean-Baptiste  est une église catholique située à Saint-Léger-en-Yvelines, dans le département des Yvelines.

## Histoire

### Chœur de la forêt d'Yveline
Dès l'origine, la monarchie mérovingienne posséda la forêt d'Yveline. Le roi Childebert en aurait donné, vers 557, la plus grande proportion  à saint Germain, évêque de Paris. Le roi Pépin le Bref, en 768, confirme les possessions dans la forêt d'Yveline des abbayes de Saint-Germain-des-Prés, Saint-Maur-des-Fossés, de Saint-Benoist-de-Fleury, de Notre-Dame d'Argenteuil, aux églises de Notre-Dame de Chartres et de Saint-Pierre-de-Poitiers. 

### Titulature à saint Léger, puis saint Jean le Baptiste
La dédicace à saint Léger de cette localité, nous indique que ce lieu n'avait pas de nom vernaculaire connu avant. Saint Léger d'Autun (sancti Leodegarius) fut évêque d'Autun au VIIe siècle. Son nom est germanique et signifie la Lance du peuple. Il joua un rôle politique important dans les soubresauts de la monarchie mérovingienne finissante. Il serait mort victime d’Ebroïn, maire du Palais, qui lui creva les yeux, et le fit mourir, suivant la légende dans une forêt en 678. Son culte se développa à partir du VIIIe siècle jusqu'au Xe siècle. On le retrouve souvent dans ou près de forêts : Saint-Léger-aux-Bois (Oise), Saint-Léger-aux-Bois (Seine-Maritime), Saint-Léger-des-Bois (Maine-et-Loire), Saint-Léger-de-Balson, Saint-Léger-les-Mélèzes, Saint-Léger (Charente-Maritime), etc …
On connait mal l'origine et la date de la double titulature : saint Léger, célébré le 2 octobre, puis saint Jean-Baptiste, célébré le 24 juin. Le culte de saint Jean le Baptiste connu un essor au Xe siècle et XIe siècle, quand des reliques furent rapportées des premières croisades. Son culte est parfois en rapport direct avec le bain dans les eaux salutaires d'une source (la Vesgre?). La première mention assurée du patronage de saint Jean-Baptiste ne remonte qu'à 1604 : "faitz en l’église monsieur Saint jehan babtiste et Saint leger". En 1791, il n'y a plus que "de la paroisse de St Jean de St Leger en iveline".  
Les carolingiens fréquentèrent aussi cette forêt "d'Iveline", le roi Carloman y serait mort de blessures de chasse.

### Chef-lieu du domaine royal
La forêt passa aux Capétiens vers 999 qui donnèrent plusieurs terres à l'abbaye Saint-Magloire. Le roi Robert le Pieux fit construire une église en 1026,. C'est la première mention du village de Saint-Léger qui, dès lors, et peut-être antérieurement, parait avoir été le chef-lieu du domaine royal de la forêt d'Yveline. De cette église primitive achevée dans la première moitié du XIe siècle par Hugues, moine de Saint-Benoist-de-Fleury en 1026 et par Helgaud de la même abbaye en 1031, il ne reste que les bandeaux ou tailloirs au-dessous des arcs qui séparent la chapelle nord et le clocher du vaisseau principal. Il semble à l'origine qu'un lien existait avec l'abbaye de Saint-Benoît-sur-Loire.
Le roi Philippe-Auguste aurait eu une vision miraculeuse dans cette église en 1184. C'est entre ses murs que se tint le concile des évêques à *Saint-Leger-en-Nyvellyne, le 7 septembre 1200, mettant fin à l'interdit du roi, le nom a été confondu à tort avec Saint-Léger-en-Néelle, en Vermandois,. Au XIXe siècle, de Dion indique que l'église lui a paru postérieure au règne de Philippe-Auguste. C'est une construction solide, mais massive et grossière. Elle a dû être élevée tout au milieu du XIIIe siècle par les habitants, sans avoir recours à un architecte et même sans le concours d'un tailleur de pierre un peu habile. Le clocher date du XIIIe siècle.  Indépendamment de l'église, vers 1250, il existait une chapelle, peut-être castrale, desservie par un chapelain.
La nef et le chœur furent reconstruits au XVIe siècle. L'église a 34 mètres de long sur 9 de large ; sa superficie intérieure, avec les deux chapelles formant la croix, est de 360 mètres carrés. Elle a un chevet plat.
Le bénitier en grès est une curette hémisphérique posée sur un pied plus moderne. Elle est assez grossière, quoiqu'ornée de deux écussons dont l'un a été mutilé, l'autre est un écartelé ; au premier quartier trois étoiles à six pointes, deux et une; aux deuxième et troisième, une croix; au quatrième i trois tourteaux ou besans posés deux et un, du XVIe siècle. 
La chaire, qui porte la date 1743, est richement sculptée de trophées, médaillons et motifs rocaille sur les panneaux et une belle console feuillage marque le départ de la rampe.
Il y a un grand tableau de l’école italienne du XVIIe siècle représentant le Baptême du Christ avec, à l’arrière-plan, sur la rive, une scène représentant la montée au calvaire. 
Une longue série de vitraux à personnages a été posée par Amédée Bergès et son fils, peintre verriers à Toulouse, durant le dernier quart du XXe siècle, ouvrage financé par loterie, souscription et dons des familles de notables de la paroisse.
Les parties les plus anciennes, dont le clocher, sont inscrites aux monuments historiques depuis 1933.